# Campionato africano di calcio Under-17 2013
Il Campionato africano di calcio Under-17 2013 (in inglese 2013 African Under-17 Championship) è stato la decima edizione della competizione organizzata dalla CAF. Il torneo si è svolto in Marocco dal 13 al 27 aprile 2013. La Costa d'Avorio ha vinto il titolo per la prima volta. Le quattro semifinaliste si sono qualificate per il Campionato mondiale di calcio Under-17 2013.

## Squadre qualificate
- Botswana
- Rep. del Congo
- Costa d'Avorio
- Gabon
- Ghana
- Marocco (nazione organizzatrice)
- Nigeria
- Tunisia

## Stadi
| Casablanca         | Casablanca Marrakech |
| ------------------ | -------------------- |
| Stade Mohamed V    | Casablanca Marrakech |
| Capienza: 67.000   | Casablanca Marrakech |
|                    | Casablanca Marrakech |
| Marrakech          | Casablanca Marrakech |
| Stade de Marrakech | Casablanca Marrakech |
| Capienza: 45.240   | Casablanca Marrakech |
|                    | Casablanca Marrakech |

## Fase a gironi

### Gruppo A
| Pos. | Squadra  | Pt | G | V | N | P | GF | GS | DR |
| ---- | -------- | -- | - | - | - | - | -- | -- | -- |
| 1.   | Marocco  | 7  | 3 | 2 | 1 | 0 | 8  | 2  | +6 |
| 2.   | Tunisia  | 7  | 3 | 2 | 1 | 0 | 8  | 4  | +4 |
| 3.   | Gabon    | 3  | 3 | 1 | 0 | 2 | 6  | 9  | -3 |
| 4.   | Botswana | 0  | 3 | 0 | 0 | 3 | 2  | 9  | -7 |

| Arbitro: | Reinhold Shikongo |

|                                     |           |                   |
| Sakhi 8’, 10’ Marzouk 56’ Jaadi 90’ | Marcatori | 61’ (rig.) Eyamba |

| Arbitro: | Juste Zio |

|                               |           |              |
| Belarbi 2’, 6’ Haj Hassen 50’ | Marcatori | 20’ Tumisang |

| Arbitro: | Maguette N'Diaye |

|                                      |           |                                                            |
| Bouanga Owane 73’ Sellimi 79’ (aut.) | Marcatori | 32’ Belarbi 39’ Haj Hassen 45+2’ Abboud 88’ (aut.) Allogho |

| Arbitro: | Davies Ogenche Omweno |

|  |           |                            |
|  | Marcatori | 17’, 80’ Marzouk 49’ Sakhi |

| Arbitro: | Mahamadou Keita |

|                  |           |                |
| El Bouazzati 47’ | Marcatori | 50’ Haj Hassen |

| Arbitro: | Achille Madila |

|                |           |                            |
| Mooketsane 38’ | Marcatori | 2’, 45+2’ Eyamba 78’ Owane |

### Gruppo B
| Pos. | Squadra        | Pt | G | V | N | P | GF | GS | DR  |
| ---- | -------------- | -- | - | - | - | - | -- | -- | --- |
| 1.   | Nigeria        | 6  | 3 | 2 | 0 | 1 | 13 | 2  | +11 |
| 2.   | Costa d'Avorio | 5  | 3 | 1 | 2 | 0 | 2  | 1  | +1  |
| 3.   | Ghana          | 2  | 3 | 0 | 2 | 1 | 2  | 7  | -5  |
| 4.   | Rep. del Congo | 2  | 3 | 0 | 2 | 1 | 2  | 9  | -7  |

| Arbitro: | Med Said Kordi |

|                     |           |            |
| Ngatsongo Obassi 8’ | Marcatori | 27’ Landry |

| Arbitro: | Redouane Jiyed |

|                                                            |           |            |
| Isaac 10’, 40’, 63’ (rig.), 68’ Bulbwa 30’ Iheanacho 90+5’ | Marcatori | 66’ Yeboah |

| Arbitro: | Samuel Chirindza |

|             |           |  |
| Niangbo 90’ | Marcatori |  |

| Arbitro: | Wiish Hagi Yabarow |

|            |           |             |
| Yeboah 38’ | Marcatori | 3’ Bidimbou |

| Arbitro: | Joshua Bondo |

|  |           |                                                             |
|  | Marcatori | 4’, 44’, 86’ Iheanacho 27’, 33’ Isaac 49’ Yahaya 60’ Mathew |

| Casablanca 20 aprile 2013, ore 15:00 UTC+0 | Costa d'Avorio      | 0 – 0 | Ghana | Stade Mohamed V\| Arbitro: \| Ali Mohamed Adelaid \| |
| Arbitro:                                   | Ali Mohamed Adelaid |       |       |                                                      |

## Fase a eliminazione diretta
|  | Semifinali     | Semifinali     | Semifinali |         |                | Finale          | Finale          | Finale          |  |
|  |                |                |            |         |                |                 |                 |                 |  |
|  | Marocco        | Marocco        | 1          |         |                |                 |                 |                 |  |
|  | Marocco        | Marocco        | 1          |         |                |                 |                 |                 |  |
|  | Costa d'Avorio | Costa d'Avorio | 2          |         |                |                 |                 |                 |  |
|  | Costa d'Avorio | Costa d'Avorio | 2          |         | Costa d'Avorio | Costa d'Avorio  | 1 (5)           |                 |  |
|  |                |                |            |         | Costa d'Avorio | Costa d'Avorio  | 1 (5)           |                 |  |
|  |                |                | Nigeria    | Nigeria | 1 (4)          |                 |                 |                 |  |
|  | Nigeria        | Nigeria        | Nigeria    | Nigeria | 1 (4)          | 4               |                 |                 |  |
|  | Nigeria        | Nigeria        |            |         |                | 4               |                 |                 |  |
|  | Tunisia        | Tunisia        | 2          |         |                | Finale 3º posto | Finale 3º posto | Finale 3º posto |  |
|  | Tunisia        | Tunisia        | 2          |         |                |                 |                 |                 |  |
|  |                |                |            |         |                |                 |                 |                 |  |
|  |                |                |            |         |                | Marocco         | Marocco         | 1 (10)          |  |
|  |                |                |            |         |                | Marocco         | Marocco         | 1 (10)          |  |
|  |                |                |            |         |                | Tunisia         | Tunisia         | 1 (11)          |  |

### Semifinali
| Arbitro: | Reinhold Shikongo |

|            |           |                      |
| Sabbar 67’ | Marcatori | 31’ Bedi 39’ Niangbo |

| Arbitro: | Davies Ogenche Omweno |

|                                        |           |                            |
| Iheanacho 2’ Yahaya 12’, 58’ Isaac 21’ | Marcatori | 25’ Belarbi 30’ Haj Hassen |

### Finale 3º/4º posto
| Arbitro: | Joshua Bondo |

|                                                                                       |                        |                                                                               |
| Bnou Marzouk 69’                                                                      | Marcatori              | 44’ Haj Hassen                                                                |
| Sabbar Saoud Jaadi Jbira Bnou Marzouk El-Bouazzati Jellal Achaoui El Azzouzi Belkouch | Tiri di rigore 10 – 11 | Samti Sahraoui Hnid Jbeli Slimi Haj Hassan Akrout Abboud Ayadi Sahraoui Samti |

### Finale
| Arbitro: | Mahamadou Keita |

|                                       |                      |                                       |
| Bile Bedia 26’                        | Marcatori            | 8’ Izu Omego                          |
| Coulibaly Diallo Angban Keita Niangbo | Tiri di rigore 5 – 4 | Isaac Nwakali Ifeanyi Yahaya Mohammed |

## Campione
COSTA D'AVORIO
(1º titolo)